# Indre Sorokaitė
Indre Sorokaitė (ur. 7 lipca 1988 w Kownie) – włoska siatkarka pochodzenia litewskiego, grająca na pozycji przyjmującej i atakującej, reprezentantka kraju. 
W czerwcu 2013 roku otrzymała włoskie obywatelstwo i zadebiutowała w kadrze narodowej tego kraju.
| 2003–2004                 | Cogem SDS Montesilvano       |
| 2004–2006                 | Marche Metalli Castelfidardo |
| 2006–2009                 | Foppapedretti Bergamo        |
| 2009–2012                 | Chieri Volley                |
| 2012–2013                 | Azərreyl Baku                |
| 2013–2014                 | Denso Airybees               |
| 2014–2016                 | River Volley Piacenza        |
| 2016–2019                 | Il Bisonte Firenze           |
| 2019–2020                 | Imoco Volley Conegliano      |
| 2020–2021                 | Toyota Auto Body Queenseis   |
| 2021–2022 (do 16.01.2022) | Il Bisonte Firenze           |
| 2022–2023 (od 17.01.2022) | Savino Del Bene Scandicci    |
| 2023–                     | Wash4Green Pinerolo          |

## Sukcesy klubowe
Liga Mistrzyń:
- 2007, 2009

Puchar Włoch:
- 2008, 2020

Liga azerska:
- 2013

Superpuchar Włoch:
- 2014, 2019

Liga włoska:
- 2016

Klubowe Mistrzostwa Świata:
- 2019

Puchar Challenge:
- 2022[5]

Puchar CEV:
- 2023[6]

## Sukcesy reprezentacyjne
Grand Prix:
- 2017

Volley Masters Montreux:
- 2019

Mistrzostwa Europy:
- 2019